# Графство Валбек
Графството Валбек (на немски: Grafschaft Walbeck) е средновековно графство на Свещената Римска империя в днешна Саксония-Анхалт в Германия.
Столица е Валбек, североизточно от Хелмщет.
Графовете на Валбек са от 985 до 1009 г. маркграфове на Северната марка. През втората половина на 11 век графството Валбек е наследено от графовете на Пльотцкау, които стават тогава също маркграфове на Северната марка.
Първият граф на Валбек е Лотар I фон Валбек Стари († 5 септември 930). Най-известен член на фамилята е епископът и историкът Титмар Мерзебургски (975–1018).